# بریل طلایی
بریل طلایی  (به انگلیسی: Beryl dore) با فرمول شیمیایی Be3Al2(SiO3)6 از مجموعه کانی ها است. در هیدروفلوئوریک اسید محلول است. BeO:13.96% و Al2O3:18.97% و SiO2:۶۷٫۰۷٪ و ادخال هایOH,Cs,Li,Na ,Mg,Mn,Fe,Ca,Cr برای اولین بار در روسیه کشف شد و از نظر شکل بلور: منشوری - به ندرت قرصی شکل، رنگ: بی رنگ - قرمز - سیاه - سیاه جواهری - سبز تیره - صورتی - آبی تیره، شفافیت: شفاف - نیمه کدر، شکستگی: صدفی - نامنظم، جلا: شیشه‌ای - صدفی، رخ: ناقص - مطابق با سطح، سیستم تبلور: هگزاگونال و در رده‌بندی سیلیکات است همچنین خاصیت مغناطیسی ندارد و منشأ تشکیل آن پگماتیتی - هیدروترمال - پنوماتولیتی - دگرگونی است.
همایند کانی‌شناسی (پاراژنز) آن سختی - چگالی - اشعه X - خواص نوری - واکنش‌های شیمیایی آپاتیت - تورمالین - توپاز- اورتوز- کوارتز- تورمالین- توپاز- کاسیتریت است
، از نظر ژیزمان بلوری - آگرگات دانه‌ای - فشرده - شعاعی کمیاب است و بیشتر در پگماتیت‌های برزیل، سری لانکا و نامبیا یافت می‌شود.

## منبع
- پردیس کشاورزی ایران